# Bauernhaus-Museum Vreden

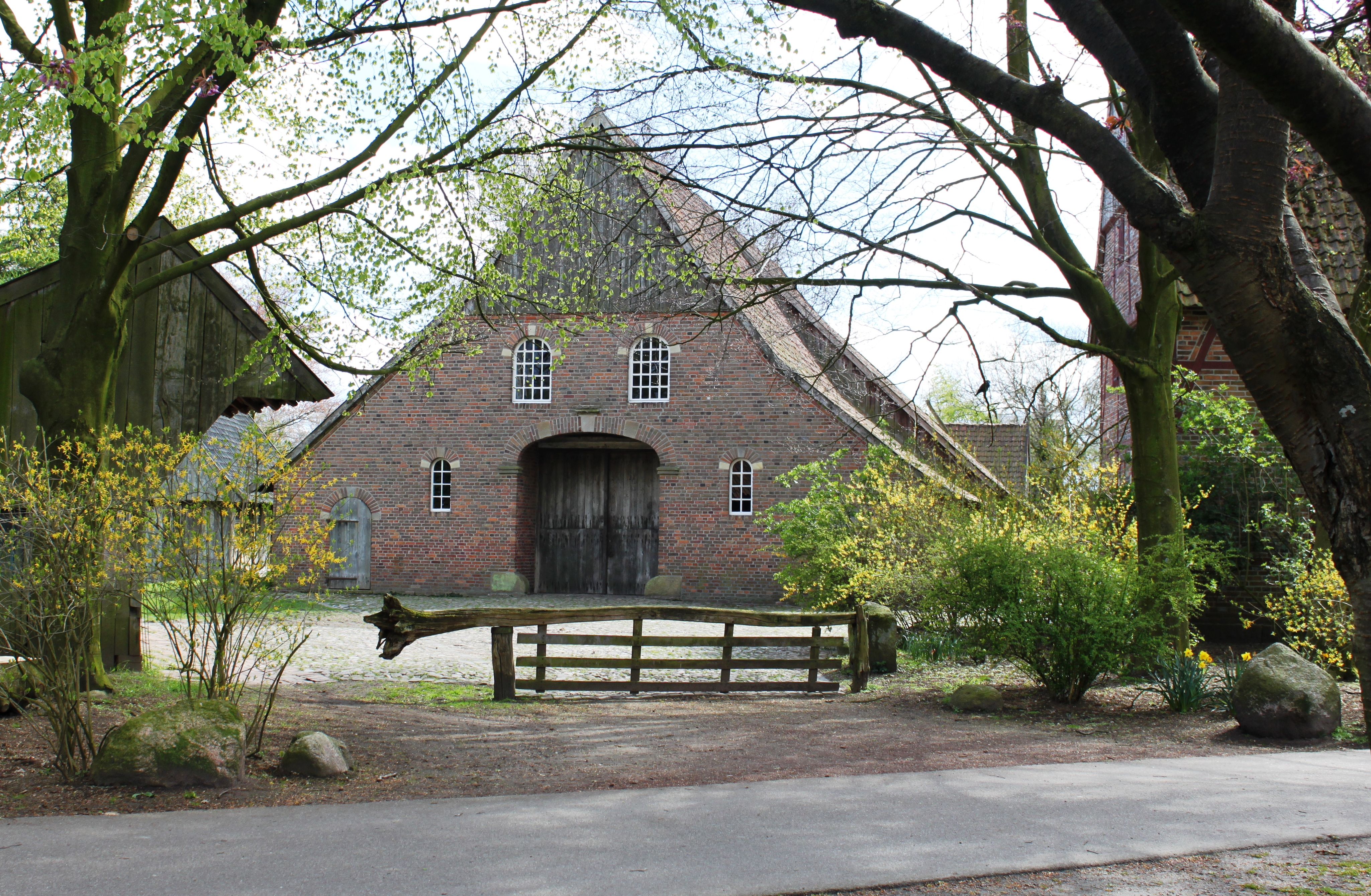
Hof Früchting, Teil der westfälischen Hofanlage des Bauernhaus-Museums in Vreden

Das Bauernhaus-Museum ist eine Sammlung von zwölf Gebäuden im Stadtpark von Vreden. Die Gebäude des Freilichtmuseums werden offiziell auch als „historische westmünsterländische Hofanlage“ bezeichnet. Die ursprünglichen Standorte der Gebäude befanden sich in der näheren Umgebung. Hauptgebäude der historischen westmünsterländischen Hofanlage sind der historische Hof Früchting, ein Kötterhaus sowie eine funktionstüchtige Wassermühle, die aus dem nahegelegenen Stadtgraben gespeist wird.

## Geschichte
Koordinaten: 52° 2′ 6″ N, 6° 49′ 11″ O
Das Bauernhaus-Museum wurde ab Ende der 1960er Jahre gemeinschaftlich von der Stadt Vreden und dem 1926 gegründeten Heimat- und Altertumsverein der Vredener Lande als Ergänzung des Hamaland-Museums errichtet. Als erstes Gebäude wurde ab 1967 das Haupt- und Wohnhaus vom Hof Früchting aus Vreden-Ellewick in den Stadtpark transloziert. 1969 konnte das Haus eröffnet werden. Im Laufe der Jahre wurden diverse Nebengebäude ergänzt. Mit dem Wiederaufbau der Huning'schen Wassermühle wurde der Ausbau der Hofanlage Ende der 1990er Jahre zunächst abgeschlossen.
1975 übernahm der Kreis Borken das Hamaland-Museum und damit auch die historische Hofanlage. Das Bauernhaus-Museum wurde bis Anfang 2019 als Teil des Museums geführt. Während des Umbaus des Hamaland-Museums zum kult Westmünsterland (ab 2015) war die Hofanlage zeitweilig der einzige Teil des Museums, der für Besucher zugänglich war. Mit der Neueröffnung des kult änderten sich jedoch die Rahmenbedingungen. Das Bauernhaus-Museum wurde nur noch nach Voranmeldung geöffnet.
Im April 2019 gingen die Nutzungsrechte an der Hofanlage auf die Bürgerstiftung Vreden über, die sich seither in den Sommermonaten an den Wochenenden (Freitagnachmittag, Samstag und Sonntag) um die Öffnung des Museums kümmert. Zeitgleich wurde auch die Schmiede eröffnet, die vom Heimatverein Vreden in einem ehemaligen Schafstall eingerichtet wurde. Damit wurde die Anlage um ein weiteres Gebäude erweitert. Auch die Außenanlagen wurde in diesem Zuge umfassend umgestaltet.

## Gebäude der Hofanlage

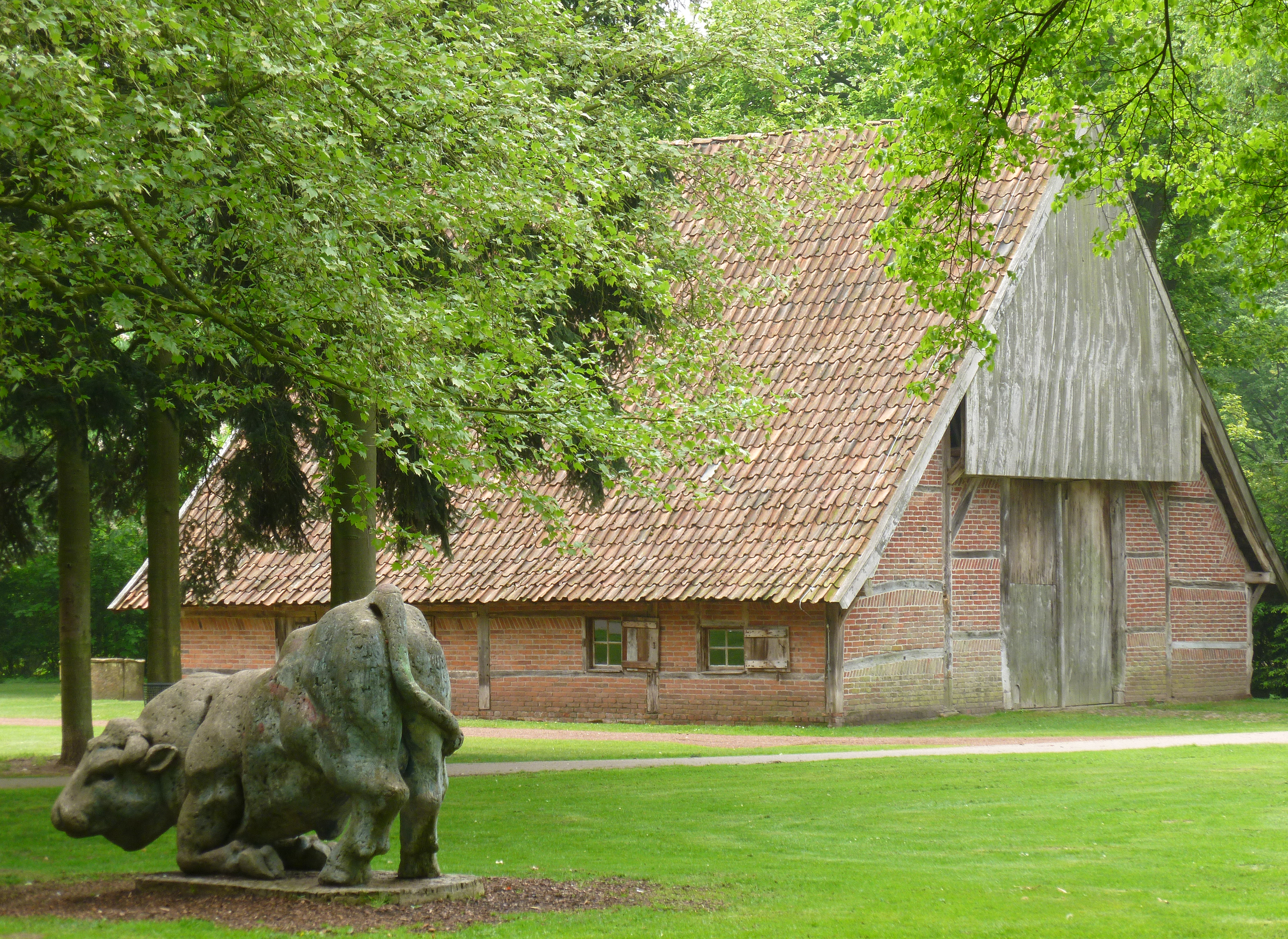
Heuerlingshaus aus Südlohn im Bauernhaus-Museum, Vredener Baudenkmal 29-2

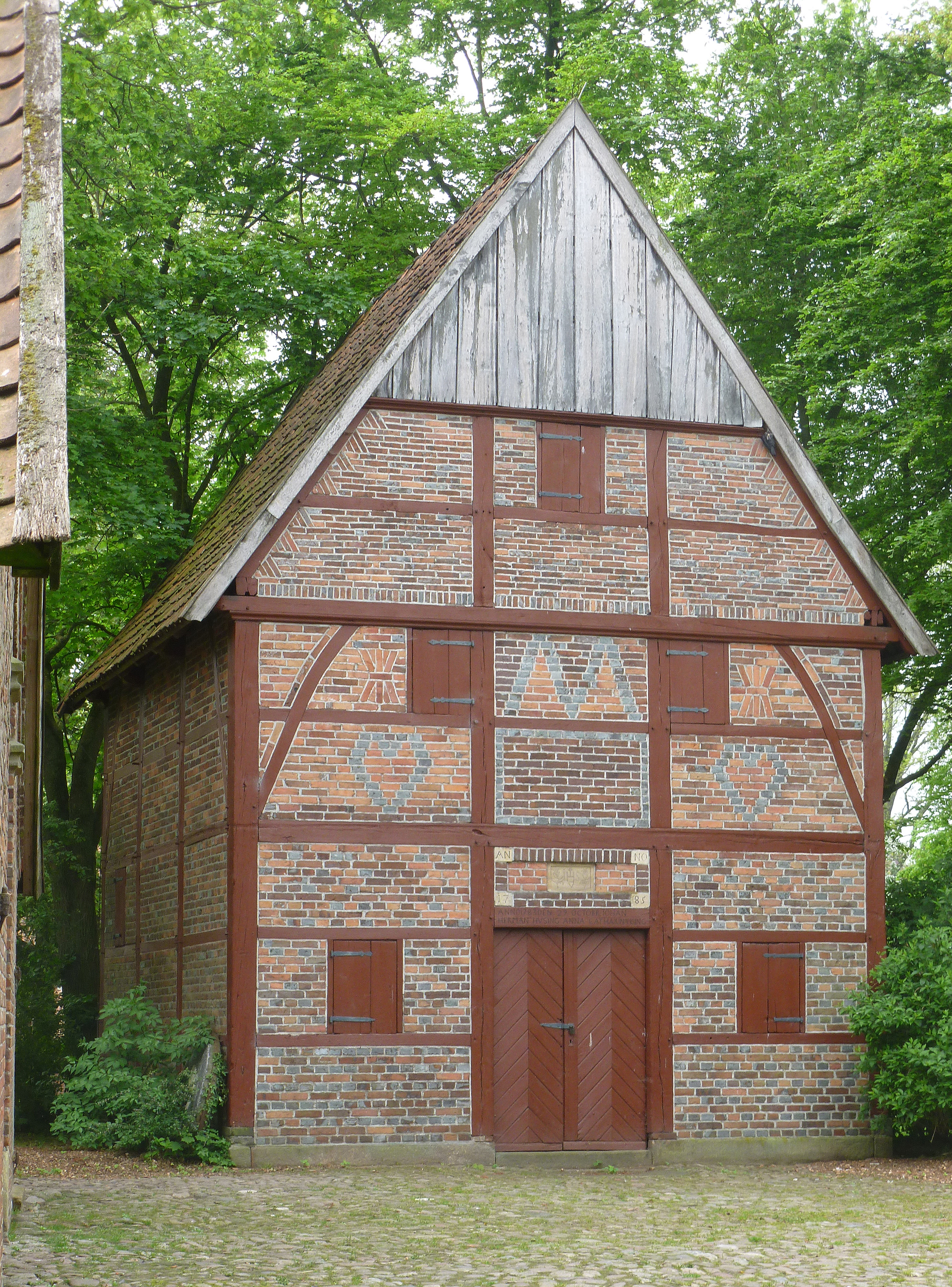
Fachwerkspeicher

Seit der Eröffnung der Schmiede im April 2019 umfasst das Bauernhaus-Museum die folgenden zwölf Gebäude:
- Haupthaus
- Kötterhaus (Heuerlingshaus)
- Wassermühle
- Schmiede (ehemaliger Schafstall)
- Speicher
- Kornscheune
- Pfeilerscheune
- Flachsofen
- Backspeicher
- Schafstall
- Schirmschoppe (Remise)
- Bienenhaus

Von außen ist das Gebäudeensemble frei zugänglich.
Die Innenräume der beiden Wohngebäude (Haupt- und Kötterhaus) sind zeitgenössisch ausgestattet. Der Vergleich der beiden Gebäude zeigt die Unterschiede zwischen dem vergleichsweise begüterten Hof Früchting und einem Tagelöhner. Auch die übrigen Nebengebäude beherbergen typische Gebrauchsgegenstände des ländlichen Lebens im 19. und frühen 20. Jahrhundert. Der Außenbereich der Hofanlage ist ganzjährig zugänglich.
Die Schmiede und die Wassermühle sind funktionstüchtig und werden von Mitgliedern des Heimatvereins Vreden regelmäßig genutzt.